# Spyker Cars
Spyker Cars N.V. er en nederlandsk automobilproducent, der blev grundlagt i 1999. Spyker fremstiller eksklusive sportsbiler og CUV-biler i såkaldte mindre skala.
Oprindeligt blev Spyker grundlagt i 1880. Dette selskab gik imidlertid konkurs i 1929. Det den nuværende virksomhed blev dannet, overtog man varemærket, men har i øvrigt intet med det historiske Spyker at gøre. 
Spyker Cars er noteret på Euronext-børserne og har hovedsæde i Zeewolde, Nederlandene. Produktionen, der i øvrigt ikke er fuldautomatiseret, finder sted i Coventry i Storbritannien.
26. januar 2010 kom det frem, at Spyker køber den svenske bilproducent Saab af General Motors for 2,6 mia. kr.
Spyker Cars har oplevet flere konkurser i sin historie, men er gentagne gange vendt tilbage. Efter at have stået over for økonomiske udfordringer og blevet erklæret konkurs i 2014, forsøgte virksomheden flere gange at genopstå, men mødte igen konkurs i 2020. I 2021 annoncerede Spyker Cars dog endnu en tilbagevenden, drevet af nye investeringer og planer om at lancere nye modeller, herunder elektriske sportsvogne. 